# Aristide Walthéry
Aristide Leopold Mathieu Walthéry (Embourg, 1 juli 1854 - Frameries, 16 april 1927) was een Belgisch volksvertegenwoordiger.

## Levensloop
Walthéry werd socialistisch volksvertegenwoordiger voor het arrondissement Thuin in 1898 en vervulde dit mandaat voor één termijn, tot in 1900.
In 1899 wees hij in het parlement op de gevaren van het ongeordende autoverkeer op de openbare weg en voorspelde catastrofen.